# Julo
Julo (en georgiano: ხულო) es un asentamiento urbano de Georgia ubicado en el este de la República Autónoma de Ayaria, siendo la capital del municipio homónimo. 

## Toponimia
El nombre de la ciudad solía ser Jula (en georgiano: ხულო, lit. 'pequeños grandes almacenes'), nombre que hace referencia a las rutas comerciales que discurrían por aquí en la Edad Media.

## Geografía
Julo está en el valle del río Ayaristskali (literalmente "río de Adjara"), 88 kilómetros al este de Batumi.

## Historia
El asentamiento era un lugar de comerciantes ubicado en un camino medieval que unía las regiones vecinas de Mesjetia y Yavajetia con la costa del mar Negro. La zona de Julo ha estado habitada desde la antigüedad, casi desde la Edad del Bronce. El sitio fue construido en la Edad Media, como lo demuestran las muchas iglesias, castillos y puentes arqueados medievales que sobrevivieron.
En el siglo XVI, el Imperio otomano siguió una política activa de conquista en varias regiones del mundo y las tierras georgianas se convirtieron en una de las direcciones de la expansión. Sin embargo, las partes dispersas del antiguo reino de Georgia se encontraron en la órbita de la influencia del Imperio otomano en diferentes momentos, y las formas de sus relaciones con el estado otomano también fueron diferentes. Junto con toda la región de Ayaria, Julo era propiedad otomana y durante este período, la mayoría de los residentes de la región se convirtieron al Islam. Durante la época otomana, Julo fue un asentamiento principal del Alta Ayaria, en lugar de Sjalti, gobernado por la familia Jimshiashvili. En 1829, Julo fue ocupada brevemente por la fuerza rusa del general Osten-Sacken, quien saqueó la residencia de Jimshiashvili antes de retirarse. La población de Julo, en gran parte islamizada bajo los otomanos, disminuyó drásticamente bajo la opresión rusa del Islam en la década de 1870. 
Una serie de inundaciones y avalanchas en las décadas de 1990 y 2000 indujeron otra ola de migración desde los pueblos montañosos del municipio.
En abril de 1929, durante el gobierno soviético, los aldeanos musulmanes de la Ayaria montañosa se alzaron en armas contra la colectivización obligatoria y la persecución religiosa. Sin embargo, se invocó a las tropas soviéticas y la revuelta fue sofocada rápidamente, lo que resultó en miles de ayarianos que fueron deportados de la república.
Julo tiene el estado de asentamiento de tipo urbano desde 1964. El distrito de Julo fue establecido en 1965 por sus fronteras actuales y, de acuerdo con el arreglo administrativo-territorial actual, se llama municipio de Julo.

## Demografía
La evolución demográfica de Julo entre 1939 y 2022 fue la siguiente:
| 883                                             | 809 | 1170 | 825 | 1131 | 1142 | 1007 | 902 |
| (Fuente: Population of Georgia in Soviet times) |     |      |     |      |      |      |     |

Según el último censo del año 2014, el pueblo tenía una población de aproximadamente 1.007 habitantes, mayoritariamente georgianos.
|              | 1939      | 1939       | 2014      | 2014       |
| Grupo étnico | Población | Porcentaje | Población | Porcentaje |
| ------------ | --------- | ---------- | --------- | ---------- |
| Georgianos   | 694       | 78,6%      | 1004      | 99,7%      |
| Rusos        | 109       | 12,3%      | -         | -          |
| Ucranianos   | 109       | 12,3%      | 1         | 0,01%      |
| Armenios     | 15        | 1,7%       | 1         | 0,01%      |
| Turcos       | -         | -          | 1         | 0,01%      |
| Griegos      | 49        | 5,5%       | -         | -          |
| Judíos       | 4         | 0,5%       | -         | -          |
| Osetios      | 1         | 0,1%       | -         | -          |
| Kurdos       | 1         | 0,1%       | -         | -          |
| Total        | 883       | 100%       | 1007      | 100%       |

## Economía
Durante el período soviético se desarrolló la industria tabacalera, funcionaron fábricas de costura, electromecánicas y de limonada.

## Infraestructura

### Arquitectura, monumentos y lugares de interés
El asentamiento también es conocido por el teleférico de Julo, el medio de transporte más rápido desde el centro de Julo hasta el pueblo llamado Tago, siendo el segundo teleférico de tramo libre más largo de Europa.

### Transporte
Julo está en la carretera Ajaltsije-Batumi.

## Personas ilustres
- Shmagui Bolkvadze (1994): es un deportista georgiano que compite en lucha grecorromana, ganando un bronce en los Juegos Olímpicos de Río de Janeiro 2016.
- Lasha Gobadze (1994): deportista georgiano que compite en lucha grecorromana, ganador tres medallas en el Campeonato Mundial de Lucha (2015-2021).

## Galería

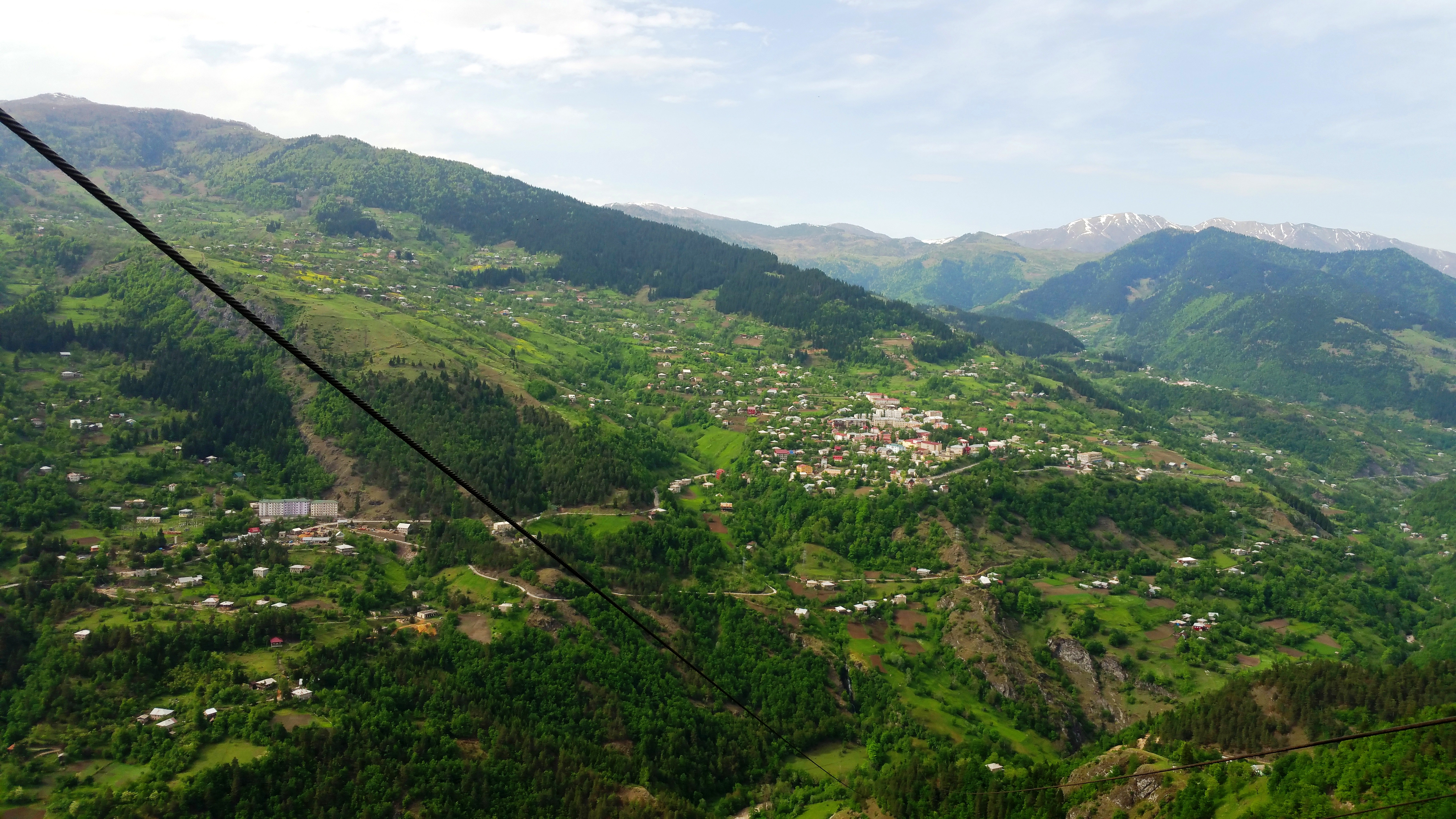
Vista de Julo desde el teleférico
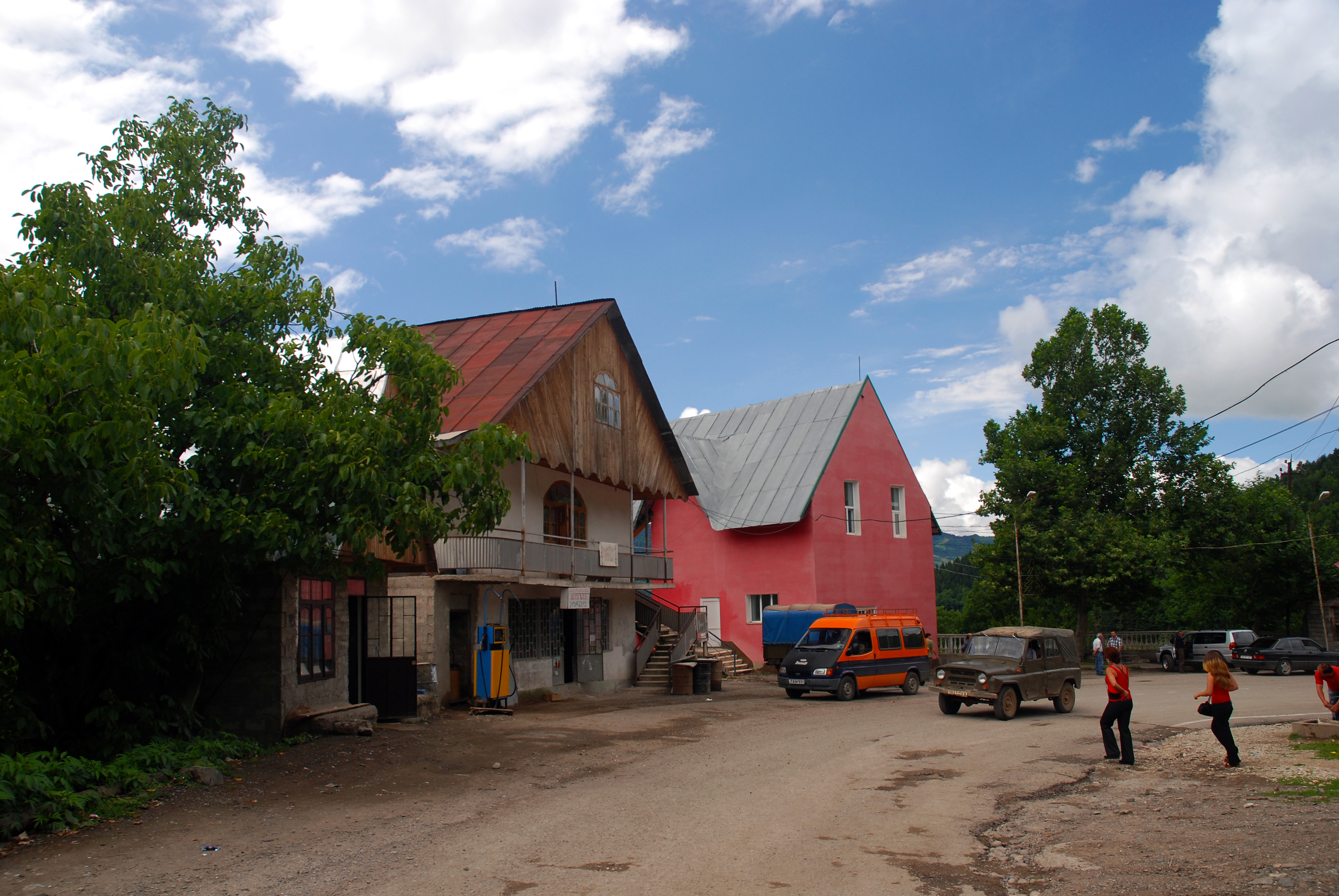
Comienzo del teleférico